# Type 85
O Type-85, é uma modernização do tanque Type 80. Enquanto no Type-80 os chineses introduziram um novo casco mas mantiveram a mesma torre, no Type-85 eles substituiram a torre antiga, que vinha dos tempos dos antigos T-55, por uma torre modificada, mais anguloso e menos arredondada mais ocidentalizada como a do M-84, o que lhe confere a possibilidade em alguns ângulos ter blindagem Adicional do tipo reativa explosiva.

## Descrição
O Type-85-II, por todas as alterações introduzidas pode ser considerado uma espécie de T-72 chinês. Há várias características que permitem fazer tal afirmação, como exemplo a introdução de um sistema de carregamento automático do canhão diminuindo a tripulação para apenas três homens motorista comandante e artilheiro ao invés de quatro, o armamento principal, que e uma versão chinesa dos que armavam os tanques soviéticos passou a ser um canhão de alma lisa de 125mm. No entanto os projetistas chineses negam que o canhão é uma falsificação ou uma copia feita sem permissão e que se trata de uma versão melhorada de seus antecessores fabricados na China.
Quanto ao carregador automático, nesse caso ele é igual ao utilizado no tanque T-72.
As origens dos carros de combate da família Type 80-88, Type 85, Type-90/96/P-90, Type-98/99 está na decisão chinesa nos finais dos anos 70 de desenhar um tanque capaz de competir com os veículos ocidentais como o novo Abrahams e o Leopard-II que começavam a entrar em serviço em seus respectivos países.
O primeiro passo foi a adoção de um novo casco, chassis e suspensão, que em grande parte lembravam uma copia do T-72 soviético.
E como primeiro resultado dos estudos nasceu o Type 80, cuja versão de produção é conhecida como Type 88 tendo posteriormente esse tanque recebido uma nova torre, que resultou no Type 85.Que também foi fabricado sob licença no Paquistão.
Porém, com primeira guerra no golfo e a derrota dos T-72, frente aos tanques Abrahams americanos, convenceu as autoridades militares chinesas de que o Type-85 também não seria naquela altura capaz de combater de igual para igual com os veículos ocidentais.
Tendo por base o Type-85 a China desenvolveu um novo tanque conhecido como Type-90.
Mas o Type-90 não chegou a ser produzido em série, mas esteve na origem de dois novos tanques. Por um lado um em colaboração com o Paquistão foi produzido um tanque conhecido como Al-Khalid.
Por outro lado, a continuação do desenvolvimento do Type-90 resultou no tanque Type 96, presente em produção na China.
Mas o desenvolvimentos de blindagensdos veículos europeus, parecem ter levado o governo da China a procurar os fabricantes da antiga União Soviética, para poder encontrar uma solução para produzir um tanque poderoso e melhor blindado que o Type 96. Dos Contatos feitos surge um novo veículo, que pode ter sido inspirado no T-80 russo ou no T-84 OPLOT ucraniano.
Esse novo tanque, sai da junção do T-80 russo com as muitas das características de seu antecessor T-96. 
Esses estudos resultaram num modelo experimental conhecido como Type-98, que finalmente parece que foi aceito para produção em massa conhecido como Type 99, um tanque maior que o Type-96 com uma torre com um perfil balístico melhorado e um motor mais potente. Mas que já apresenta problemas relacionados a blindagem e ao seu peso de mais de 50 ton.

## Utilizadores
- China: Atualmente a (600) T-85 em serviço no Exercito popular da China que atualmente substituem Tanques mais antigos como Type 59 e 69 não há uma previsão concreta se serão construídos mais destes tanques.

- Paquistão: Atualmente a cerca de (300) tanques T-85 a Serviço do Exercito do Paquistão só que na versão IIAP que foi resultado de negociações que levaram a construção de parte destes tanques na China e exportado para o Paquistão, outra parte foi produzida localmente.

## Outras versões
- T-85 IIAP: Versão paquistanesa.

- T-85 III: Versão com Blindagem ERA (Proteção Reativa Explosiva)